# Ӈ (кирилиця)
Ӈ, ӈ — кирилична літера, утворена від Н. Вживається в ітельменській, евенкійській, коряцькій, ненецькій, чукотській, хантийській, мансійській, кільдинській саамській мовах. Її було введено 1958 року замість диграфа Нг, котрий свого часу замінив латинський відповідник Ŋ ŋ. Позначає м'якопіднебінний носовий приголосний звук /ŋ/.